# Jilem (Havlíčkův Brod-i járás)
Jilem település Csehországban, a Havlíčkův Brod-i járásban. Jilem Vepříkov, Sedletín, Nejepín, Čachotín, Chotěboř és Horní Krupá településekkel határos. Lakosainak száma 136 fő (2024. január 1.).

## Népesség
A település lakosságának változását az alábbi diagram mutatja:
| Lakosok száma | 311  | 325  | 305  | 207  | 143  | 127  | 127  | 125  | 135  | 136  |
|               | 1869 | 1890 | 1921 | 1950 | 1980 | 2001 | 2017 | 2019 | 2022 | 2024 |